# Культура Квебека
Культура Квебека появились в последние несколько сотен лет, как результат общей истории франкоязычного большинства в Квебеке. Она является уникальной для западного мира; Квебек является единственным регионом в Северной Америке с франкоязычным большинством, а также одной из двух провинций Канады, где французский конституционно признается официальным языком (другая провинция это - Нью-Брансуик). Таким образом, франкоязычные квебекцы (7,83 млн.) отличается от 25 миллионов остальных граждан Канады. В силу исторических и лингвистических причин, франкоязычная провинция Квебек также развивала культурные связи с другими североамериканскими франкоязычными общинами, в частности с акадийцами Нью-Брансуика, Новой Шотландии, франкоязычными общинами на востоке провинции Онтарио, и в меньшей степени с франкоканадскими общинами северного Онтарио и западной Канады и кадьенским французским движением в Луизиане, США. В 2006 году для 79% всех квебекцев родным был французский язык или они говорили в основном на французском дома, поскольку французский язык является официальным языком в провинции, то 95% всех жителей провинции знают и используют французский язык в своей повседневной деятельности.
Культура Квебека находится под сильным культурным влиянием остальной части Канады, Соединённых Штатов, Франции и Великобритании одновременно. Квебек часто называют перекрёстком между Европой и Америкой. Энциклопедия Британника описывает современную квебекскую культуру после 1960-х годов как появившуюся в результате Тихой революции. Политическая жизнь Квебека сосредоточена не вокруг споров правых и левых, а вокруг споров сепаратистов и федералистов.

## Квебекский фольклор
С точки зрения фольклора, франкоговорящие квебекцы имеют второе по величине наследие народных сказок в Канаде (на первом месте коренные жители). Самые известные формы фольклора — это старые притчи и рассказы Другие формы фольклора — это суеверия, связанных с предметами, событиями и снами.

### Сказки
Когда первые поселенцы прибыли из Франции в 16-м и 17-м веке, они принесли с собой популярные сказки с их родины. Адаптированные в соответствии с традициями Квебека путём преобразования европейских героев в Ти-Жана, нарицательного сельского жителя, они в конечном итоге породила многие другие сказки. Многие из них передавались из поколения в поколение теми, кого франкоязычные квебекцы называют Les Raconteurs, или сказочники. Их сказки различаются по длине: хороший сказочник может рассказывать истории длительностью более двух часов, или даже в течение нескольких вечеров. Многие истории никогда не были записаны, а передавались из уст в уста. Почти все сказки индейцев Квебека, оказались под влиянием христианского вероучения и предрассудков. Дьявол, например, часто появляется либо как человек, животное или монстр или косвенно, через демонические действия.

#### Танцующий дьявол
Танцующий дьявол является примером, в котором дьявол был использован для укрепления христианских идеалов. Это история о молодой влюбленной паре. Родители-еретики отказывают жениху дочери, узнав, что он католик. Когда дочь начинает протестовать, её мать объявляет, что лучше бы сам дьявол ухаживал за её дочерью, чем молодой католик. На следующий день в воскресенье, приходит странный незнакомец. Он говорит, что из-за огромного количества снега его конь застрял как раз пред их домом. Вскоре к своей возлюбленной приходит молодой католик. Заметив, что весь окружающий снег растаял, он понимает, что это был не обычный конь. В спешке он входит внутрь, встречает отца девушки и объясняет ему, что он видел на улице. «Это не что иное, как сам дьявол! Ваша жена пригласила его!» — объясняет католик. Испугавшись, отец девушки просит католика позвать священника, в то время как он следит за своей дочерью. Священник, признав актуальность вопроса, бросается в целях предотвращения кражи молодой души. Вооружённые святой водой, распятием и молитвенником, священник и жених подходит к дьяволу. Увидев святого человека, дьявол быстро устремляется к углу комнаты. Когда священник спрашивает дьявола, почему он здесь, последний отвечает, что он здесь, потому что был приглашен. Будучи преисполнен решимости оставаться в жилище, дьявол игнорирует требование священника уйти. Только когда священник начинает читать Библию и кропит святой водой место, где стоит дьявол, тот наконец исчезает в клубах дыма. С радостью мать и отец падают на колени перед священником, благодаря его и обещая перейти в католичество. Семья принимает католичество, и молодая пара женится. Существуют различные версии этой истории. В одних молодая девушка очень непослушна и кокетлива. Хотя её родители предупреждают о вреде эгоизма, её действия не меняются. Таким образом, дьявол был в состоянии войти в её дом из-за её нехристианского поведения. Тогда приглашается священник и обращает их в католичество. В другой версии сказки действие происходит в отдалённой деревне в провинции Нью-Брансуик, но с той же сюжетной линией. Ясно что, что сказка рассказывалась в зависимости от того, какой смысл рассказчик пытался передать. Независимо от версии, огромное влияние католической церкви нельзя не заметить.

#### Заколдованное каноэ
См статью Заколдованное каноэ.

### Суеверия
Другие аспекты квебекского фольклора включают в себя предрассудки насчёт предметов, событий и снов. В сущности, это вытекает из веры в белую и чёрную магию. Хотя христианство медленно вытесняло большинство форм магии и заменило её своими доктринами, население по-прежнему верило в  различные суеверия в течение нескольких поколений. Религия предоставляла Квебеку социальную структуру, эти убеждения стремились предсказать будущее, чтобы помочь облегчить страх перед неизвестным.

#### Различные Суеверия
Ниже перечислены объекты вместе с кратким описанием суеверия, связанного с ним.
Возраст женщины. Независимо от семейного положения, у неё будет важное событие в течение года после 31-го дня рождения.
Животные. Когда животные нервничают, это означает, что надвигаются смерть или болезни.
Пчела. Если оса, шершень, или пчела укусили язык, вы не будете мучиться.
Bonhomme sept-heure. Это человек который, похищает детей, которые не в постели после семи часов вечера. Он прячется под балконами и, и носит маску и сумку, в которую прячет детей, и входит домой только после того как часы бьют семь.
Если старший ребенок - мальчик, отец умрёт, прежде чем мать. Аналогично, если девочка, мать умрет первой.
Веснушки. Наличие веснушек на руках является признаком чувственности.
Подарки. Вы никогда не должны дарить кому-то зеркало, нож или какой-либо религиозной объект как подарок, потому что это приносит несчастье.

Щётка для волос. Если молодая женщина роняет расчёску, то она потеряет своего жениха.
Счастье. Если вам приснился сон что вы счастливы, то на следующий день у вас будет большая драка; наоборот тоже верно.
Спички
- Держите спичку пока она горит. Загадате желание, и когда огонь гаснет и ваше желание сбудется.
- Если, случайно, две спички пересекаются друг с другом и принимают вид креста в пепельнице, то кто-то умрет.
- Это невезение, если Вы третий в зажжёте свою сигарету с одной спички. Для двух других, однако, это означает, что они найдут любовь в будущем.

Игла
- Если вы потеряете иголку, вы также потеряете вашу лошадь.
- Если вы уронили иголку и она воткнулась в землю, значит кто-то думает плохо о вас.
- Если друг даёт вам иголку, необходимо уколоть себя немедленно, чтобы избежать спора.
- Если вы нашли иголку, направленную в вашу сторону, вы будете иметь несчастье, если она направлен от вас, вы будете иметь удачу.

Деревья. Деревья умирают после того как тот кто посадил их умрёт.
Крысы. Видеть во сне крыс означает что враги поблизости.
Пауки. Бросить паука под шкаф принесёт Вам удачу и деньги. К удаче, если убить паука правой рукой, или ногой. Кроме того, это плохая примета убить паука левой рукой или ногой.
Звезды. Посчитайте девять звезд девять ночей подряд, и последняя звезда укажет на вашего будущего мужа.

## Искусство

### Кинематограф
Первый публичный показ фильма в Северной Америке произошёл в Монреале 27 июня 1896 года. Однако своего кино в Квебеке не снимали до 1960 года, когда появился Национальный совет по кинематографии Канады. В 2004 году квебекский фильм, «Нашествие варваров», выиграл премию Американской киноакадемии за лучший фильм на иностранном языке.

## Стиль жизни
В 1950-х и 1960-х, Квебек поддерживал очень высокий уровень рождаемости. Римско-католическая церковь с использованием священников (живших во всех приходах и небольших городах) руководило и направляло отношения между людьми и нравственность в те дни. В эпоху после окончания Тихой революции, эта позиция полностью изменилась. В 2001 году коэффициент рождаемости в Квебеке составил 1,474 рождений на одну женщину.
В Квебеке, многие, если не все, замужние женщины сохраняют свои девичьи фамилии, когда они вступают в брак. Это предусмотрено в Гражданском кодексе Квебека. Это изменения были сделаны после 1970-х годов как следствие сильного феминистского движения и Тихой революции. С 24 июня 2002 года, в Квебеке  заключение гражданского союза стало доступно как для лиц противоположного пола, так и для однополых пары. 19 марта 2004 года, Квебек стал третьей провинцией в Канаде легализовавшей однополые браки. Провинция известна как одна из самых толерантных и дружелюбных по отношению к геям в Северной Америке.

### Работа
Провинция на рубеже XIX и XX веков, была известна своей дешёвой рабочей силой, занятой в текстильной, целлюлозно-бумажной отраслях и промышленности. Квебек также имеет давние традиции в области лесного хозяйства. В первой половине XX века, многие лесопилки в штате Мэн, Вермонт и Нью-Гэмпшир были укомплектованы франкоканадскими рабочими.
С 1960-х годов, процентное соотношение членов профсоюза сильно выросло в Квебеке. Сегодня, Квебек имеет самый высокий процент состоящих в профсоюзах работников в Северной Америке. Большинство профсоюзных лидеров в Квебеке имеют тесные связи с Партией Квебекуа. Некоторые франкоязычные жители Квебека испытывают сильные чувство соперничества по отношению к жителями соседних англоязычных провинций, а также к квебекским англофонам. Такое отношение связано отчасти с тем, что с начала до середины ХХ-го века, доминирующее положение занимали англофоны во всех сферах промышленности и торговли и, как правило продвигали только англофонов на управленческий уровень.

### Отдых
Начиная, вероятно, с конца 1940-х и достигнув своего пика в 1970-е годы, некоторые жители Квебека отдыхали все зимние месяцы на юго-востоке Флориды, в основном Форт Лодердейл. Первоначальная тенденция, что только богатые люди могли себе это позволить, в настоящее время изменилась. За это их прозвали сноубёрд. Увеличение налогов на недвижимость может объяснить, почему квебекцы больше стремятся посетить этот район северного Майами, и проживают там в течение части года. Новые курорты, такие как Мексика, Куба, Доминиканская Республика и острова Карибского бассейна в настоящее время чаще используются квебекцами для проведения традиционных одной или двух недель отпуска.